# 日韓漁業協定
日韓漁業協定（にっかんぎょぎょうきょうてい）は、
1. 1908年10月に大日本帝国と大韓帝国との間で結ばれた漁業協定
2. 1965年の日韓国交樹立と共に締結された漁業協定（1965年協定）と、1998年11月に日本国と大韓民国の間で締結され1999年に発効した漁業協定（1998年協定）

本項では、2.を取り扱い、主に1998年協定を説明する。

## 概要
1998年に締結された新協定は日韓双方の自国の排他的経済水域（EEZ）における相手国漁船の漁獲割当や漁獲方法などを決める協定である。2014年、韓国が日本の排他的経済水域における韓国漁船の操業条件緩和と漁獲割当量拡大を要求したのに対し、日本側は韓国漁船による規定違反の違法操業を指摘して韓国に対策を求めて、韓国漁船に対する漁獲割当量の縮小を主張した。これを韓国側が承服しなかったため、2016年に日韓双方のEEZにおける漁獲割当などを決める「日韓漁業共同委員会」の交渉が決裂し、同年7月1日以降は双方とも相手国のEEZ内での操業が禁止となっている。

## 1965年協定
1965年に日本と韓国との国交樹立と同時に、日韓漁業協定は締結された。この協定の目的は、1952年1月18日に韓国によって一方的に宣言された「李承晩ライン」を廃止し、それに代わるものとして、「漁業の発展のために相互に協力しよう」という趣旨であり、協定には「沿岸から12海里内は、沿岸の国が排他的管轄権を持つ」(第1条）などが明記されていた。
96年以来、国連海洋法条約の趣旨を踏まえた新たな漁業協定を早期に締結するため、日韓間で協議が重ねられてきた。97年12月の小渕大臣の訪韓の際にも協議が行われたが、妥結に至らなかった。（日本政府は、30年以上前に締結された現行の日韓漁業協定の下の古い漁業秩序と訣別し、国連海洋法条約の趣旨を踏まえた新たな漁業秩序を早急に確立するとの決意の下で、98年1月23日、日韓漁業協定第10条2の規定に従って同協定を終了させる意思を韓国政府に通告した。

## 1998年協定
1998年11月28日に「漁業に関する日本国と大韓民国との間の協定」（「新協定」）の署名が行われ、1999年1月22日、新協定および関連する国内法が発効した。
1996年に発効した国連海洋法条約の趣旨を踏まえて、排他的経済水域（EEZ）を設定。自国のEEZ内では、操業条件を決め、違法操業の取り締まりに関する権限をそれぞれ有することとなった。竹島に関しては、日韓双方が領有権を主張したことから、竹島をないものとした海域の中間線付近に暫定水域を設置。両国がそれぞれのルールに従い操業するとともに、日韓漁業共同委員会を設置し、操業条件や資源保護を協議、勧告することとされた。
この協定で定められた暫定水域は、仮に竹島が韓国領と仮定した場合よりもさらに日本側に食い込んでおり、日本側からは不平等条約であるとする批判がある。

### 韓国漁船のズワイガニ漁やアナゴ漁の実態
日本海におけるズワイガニの主な漁場は日本の海域だったため、1999年に新協定が発効されるまでは日本海では日本が韓国に対して圧倒的な量のズワイガニを漁獲し続けてきたが、2000年代から韓国漁船によるズワイガニの漁獲が急速に増え始めた。新協定で設定された日韓暫定水域にズワイガニの漁場が含まれていた。
日本海での日本のズワイガニ漁獲量は、1970年代はズワイガニの漁獲量が1万5千トンあったが、90年代初頭は2千トンに落ち込んだ。2010年現在、日本の漁民はズワイガニ漁に関しては固定式漁法を禁止して移動式の「底引き網漁」を採用しているが、韓国漁民は 漁獲量が最大となる「底刺し網漁」や小さいカニが逃げられないタイプの「カニかご漁」を採用している。固定式漁法の場合、網が何らかの理由で回収されないと、捕獲されたカニが逃げられずそのまま死に、死骸がさらに海洋生物を呼び寄せ、網の中で海洋生物の死のループが続くゴーストフィッシングが発生し水産資源に多大なダメージを与える。また日本では水産資源保護の観点から4ヶ月間をズワイガニの漁期としているが、韓国ではより多い漁獲量を見込んで6ヶ月間を漁期としている。日本の漁民が資源の回復に努めたことにより日本海でのズワイガニの漁獲高は回復傾向にあったが、近年は韓国側の乱獲により再び減少に転じている。
これらの漁法と漁期の違いから暫定水域が事実上韓国漁船に占拠され暫定水域の水産資源の枯渇を招いている。この暫定水域での水産資源の枯渇により、例えばズワイガニ漁においては、比較的資源管理が行き届いていて大きなズワイガニの取れる隠岐諸島周辺海域などの日本のEEZで韓国漁船が違法操業する例が後を絶たない。

### 韓国漁船の悪質化と日本側の対応
上記のような暫定水域の資源の枯渇等を理由に、日本のEEZでは韓国漁船による違法操業があとを絶たず、日本の水産庁の取り締まりで押収された韓国の違法漁具は、2009年までの9年間だけでも、刺し網が1,095km分、かごが約11万1千個に上っている。それ以外にも海底清掃による回収で、2007年までの8年間で刺し網4,535kg分、かご約30万個を回収している。
これら日本の水産庁や海上保安庁の取り締まりに対し、韓国漁船は、レーダーマストを高い位置に取り付けて遠方から取締船を発見できるようにしたり、逃亡を容易にするための高速化を図るほか、固定式漁具の位置を示すブイをつけずに漁をおこなうこともある。また、ブイをつけないことで韓国の密猟者が漁具の回収に失敗することもあり、放置された漁具がゴーストフィッシングをより深刻化させている。
日本の水産庁や漁協は、官民を上げて韓国側の担当機関や漁協に事態を是正するよう申し入れをしているが、韓国側はこれを無視し続けている。そのため漁民の間では、これら韓国漁船による無法行為の原因となった日韓漁業協定の不平等な運営への批判がある。韓国側も、漁獲高が減少するタチウオの漁獲量を制限することや、違法操業の証拠となる衛星利用測位システムによる航跡記録保存装置の設置の義務付けなどを求めてくる日本に反発した。こうした状況の下、2014年6月に第15回漁業共同委員会が東京で開催された。
その結果、両国漁船団は6月末までに自国海域に引き揚げることとなった。
2015年1月9日、日本と韓国はソウルにおいて第16回漁業共同委員会を開いた。その結果、2014年漁期（2015年6月30日までの1年間）と2015年漁期（2016年6月30日までの1年間）に関して、相手側のEEZ内で操業すること、およびその条件について合意した。この協定は2015年1月20日に発効した。

### 協定更新に関する交渉の推移
日本側の漁船は韓国海域での操業がほぼないのと対照的に、韓国漁船は日本の海域で日本漁船の漁獲量の10倍ものタチウオやサバなどを獲っている。これに関して韓国漁業関係者は日本は水産資源管理をしっかりと行っているので海洋資源が豊富であると指摘し、「自分たちが育てた海に韓国の漁船が入ってきて魚を捕っていくのだから、決して気分は良くないだろう」と朝鮮日報に語っている。日本側は現状の協定は損をするだけなので積極的に更新する必要を感じておらず、漁業者が大打撃を受けていて新たな協定妥結が必要不可欠であるはずの韓国政府が「低姿勢になる必要はない」として違法操業禁止と漁獲量制限、航跡記録保存装置の設置を受け入れないため、2015年以来は協定更新に関する協議は進捗していない。日本は韓国側の漁業協定違反や乱獲などを根拠に、韓国との現状の漁業協定は得にはならないと考えているため、韓国漁船への漁獲割当量を1999年の14万9218トンから2015年には6万8204トンに減少させた、2014年に韓国はタチウオのはえ縄漁船の操業条件緩和とタチウオ漁獲割当量2150トンから5000トンへの拡大を日本側に要求したが、韓国漁船による違法操業と乱獲を根拠に拒否して、逆に割当縮小を主張し交渉は決裂した。

### 相互EEZ内入漁の停止
2016年6月22日、東京にて2016年度の操業に関する協議が開始されたが、両国間で漁獲量や漁獲ルールづくりにおいて意見の相違があり物別れに終わった。両国内のEEZへの入漁ができなくなったことで韓国内でタチウオの品薄感が高まり、2016年秋口には価格が高騰する現象も見られた。
2018年8月16日、韓国海洋水産部は、日韓の意見の溝が埋まらず、2018年の漁業交渉を行うための韓日漁業共同委員会が開かれなかったことを発表した。
2018年11月20日、大和堆周辺の日本の排他的経済水域内で操業していた日本のイカ釣り漁船が、韓国海洋警察庁の警備艦から「操業を止めて海域を移動せよ」との無線交信を受ける事案が発生。無線を確認した日本の海上保安庁は韓国の警備艦に対し、EEZ内でのこうした要求は認められないと通告した。また、同日、日本国外務省が外交ルートで韓国側に抗議した。
2014年の交渉決裂時点で韓国政府はサバについては、日本側が被害が受けると主張していたが、韓国側でも日本の水域でサバやタチウオを獲れなくなった漁業関係者に被害が出ている。